# La Baraka
Pour les articles homonymes, voir Baraka.
Pour plus de détails, voir Fiche technique et Distribution.
La Baraka est un film français réalisé par Jean Valère, sorti en 1982.
Le film suit Aimé Prado (Roger Hanin) qui est restaurateur à Marseille dont la fierté est la spécialité locale, la bouillabaisse. Ce personnage au grand cœur et légèrement raciste est un jour victime d'un accident de pêche. Ce dernier est secouru par Julien, un jeune homme aux origines arabes. Une amitié va naître entre les deux hommes alors qu'Aimé ignore les origines de Julien.

## Synopsis
Aimé est un pied-noir sympathique et extravagant qui possède un restaurant renommé à Marseille et passe son temps à vanter sa bouillabaisse. Sa femme, Rose, est morte à Alger dans un attentat pendant les évènements d'Algérie. Il vit avec sa mère et sa fille Catherine. Un jour, il part pêcher tout seul dans la montagne, se blesse à la jambe et ne peut plus marcher. Étant dans un endroit très isolé, Aimé pense que sa dernière heure est arrivée. Il se passe quelques jours avant que Julien ne le trouve et le ramène chez lui, lui permettant d'échapper à la mort. Julien s'en va sans donner son identité. Une fois guéri, Aimé est obsédé par l'idée de retrouver celui qui lui a sauvé la vie. Après plusieurs tentatives, il part un jour dans la montagne à la recherche de Julien et finit par le trouver dans une petite cabane de chasseur. Julien est assez réticent et ne cache pas son hostilité face à la compagnie de l'homme. Il s'intéresse davantage à son chien, Silence. Aimé s'en va et raconte cette mésaventure à ses amis. Cependant, Silence se fait tirer dessus lors d'une partie de chasse. Julien va donc demander de l'aide à Aimé, qui l'accompagne chez un ami vétérinaire. Celui-ci sauve l'animal mais annonce qu'il devra rester huit jours en observation. Aimé propose à Julien de rester chez lui, ce qu'il accepte à contre-cœur. Vient la présentation de l'invité à Catherine. Le courant passe bien entre les deux protagonistes. De plus, Aimé apprécie de plus en plus Julien. Un matin, comme à son habitude, Aimé apporte le petit-déjeuner à sa fille et il découvre Julien en sa compagnie. Il découvre donc leur relation. Cela ne le ravit pas mais ne le révolte pas non plus. Un jour, alors qu'ils ont bu, Aimé et Julien vont au cinéma et discutent. Ici, Julien révèle à l'homme ses origines maghrébines ainsi que sa faute : avoir tué un homme. Aimé n'en veut pas à Julien mais il veut qu'il se rende à la police, ce qu'il refuse. Aimé lui propose de l'aider à traverser la frontière franco-italienne, grâce à un ami possédant une camionnette à double fond. Tout va bien, mais Catherine prévient la police se sentant prête à patienter un an pour retrouver Julien, et ensuite se marier avec lui. Julien n'est pas de cet avis et lorsque la police arrive, il s'échappe et va jusqu'au toit. Les agents le poursuivent et s'apprêtent à lui tirer dessus mais Aimé se met entre les armes et son ami, qui est lui-même armé. Aimé le convainc de jeter son arme. Julien laisse penser qu'il accepte de se rendre et de passer un an en prison puis se jette du toit. A la fin du film, Aime se rend en mer avec Silence le chien de Julien et dit à Julien « tu es un homme Julien, tu es un homme de ton pays ».

## Fiche technique
- Titre : La Baraka
- Réalisation : Jean Valère, assisté de Francis de Gueltzl
- Scénario : Henri Graziani et Jean Valère
- Dialogues : Daniel Saint-Hamont
- Production : Raymond Danon
- Musique : Jack Arel
- Photographie : Richard Andry et Christian Bachmann
- Montage : Kenout Peltier
- Décors : Jean-François Corneille
- Pays de production :  France
- Format : Couleurs
- Genre : comédie dramatique
- Durée : 92 minutes
- Date de sortie : France : 15 décembre 1982

## Distribution
- Roger Hanin : Aimé Prado
- Gérard Darmon : Julien
- Magali Renoir : Catherine Prado
- Henri Tisot : Le pêcheur
- Marthe Villalonga : Mme Prado mère
- Raoul Curet : Le facteur
- Jean-Roger Caussimon : Le clochard
- Philippe Laudenbach : Le journaliste
- Sébastien Floche : Le policier Verello
- Dominique Zardi : (Scène coupée au montage)
- Aline Amoyel (la danseuse, séquence tango)

## Autour du film
- Le Crocodile, projet de film inabouti de Gérard Oury, s'intitulait à l'origine La Baraka, mais le projet et ce film sorti en 1982 n'ont aucun lien.